# PNY Technologies
PNY Technologiesは、アメリカ合衆国のPCパーツメーカー。
フラッシュメモリ製品やビデオカードの製造を手がける。

## 歴史
1985年、「PNY Electronics」として設立。創業者はGadi Cohenである。米ニューヨーク州ブルックリン区に拠点を置き、まずフランスのパリとの間で取引を開始した。社名の「PNY」（ピー・エヌ・ワイ）は、パリとニューヨークのそれぞれの頭文字である「P」と「NY」をつなげたものである。1991年、半導体メモリモジュールの生産を開始。1997年に現社名となり、ニュージャージー州モリス郡パーシッパニーに移転した。
2008年、ヒューレット・パッカード (HP) とのライセンス契約を締結し、以降HPブランドのUSBフラッシュドライブやメモリーカードを製造している。2009年にはNBAのバスケットボールチームであるブルックリン・ネッツ（当時ニュージャージー・ネッツ）のスポンサーとなった。
ビデオカード製品に関してはNVIDIAから直接供給されるGPUチップを元に開発を行い、PCやマザーボードのメーカーと連携することで信頼性を向上させている。2008年時点での米国内におけるビデオカード製品シェアは第1位であった。
日本国内販売代理店としては興隆商事 (PC-IDEA)、グリーンハウス（2008年独占販売契約締結）、TD SYNNEX（旧・シネックスジャパン、2021年販売代理店契約締結）、アスク（2022年独占販売代理店契約締結）がある。2020年、PNYは日本に事業所を設置し、Amazon.co.jpのウェブサイト内に自社公式直販店舗を開設した。

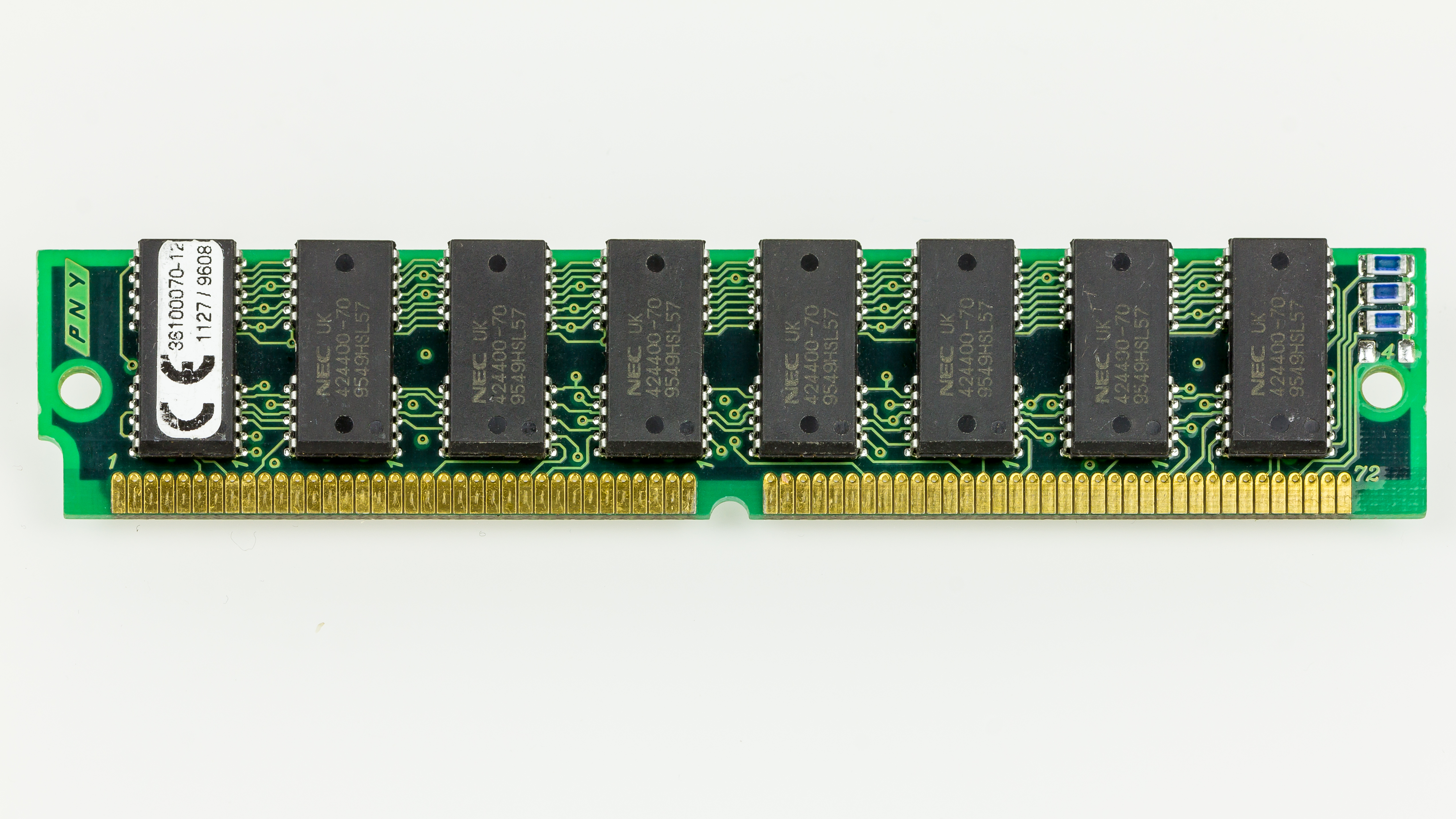
NEC製チップ搭載のSIMM
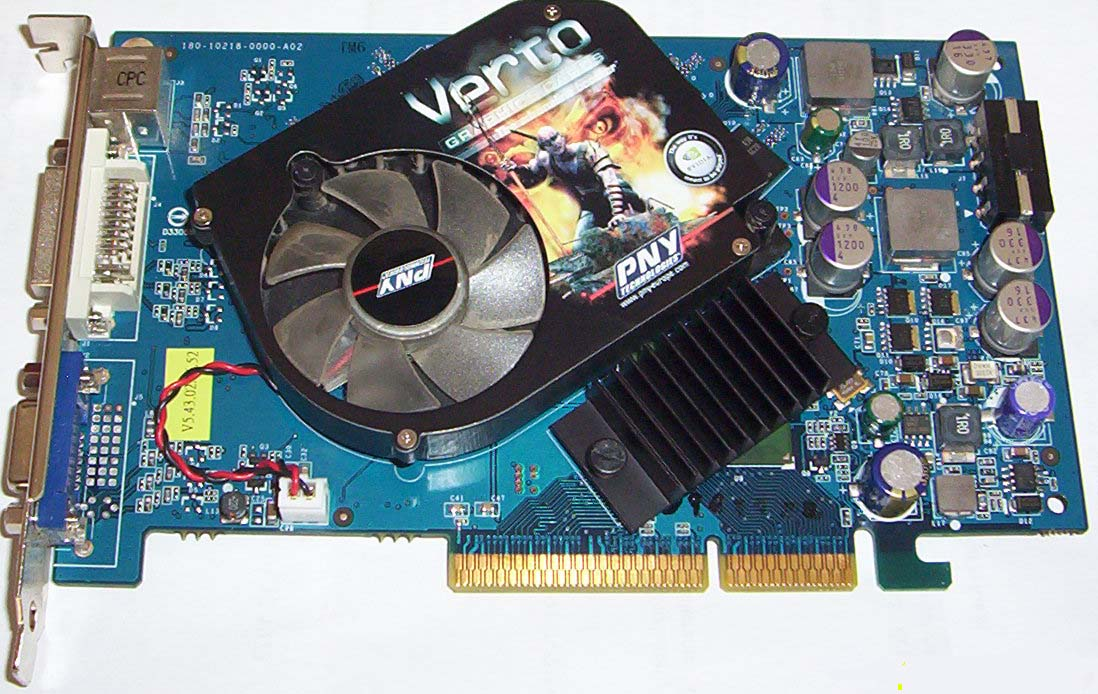
GeForce 6600GT搭載のビデオカード「VERTO」
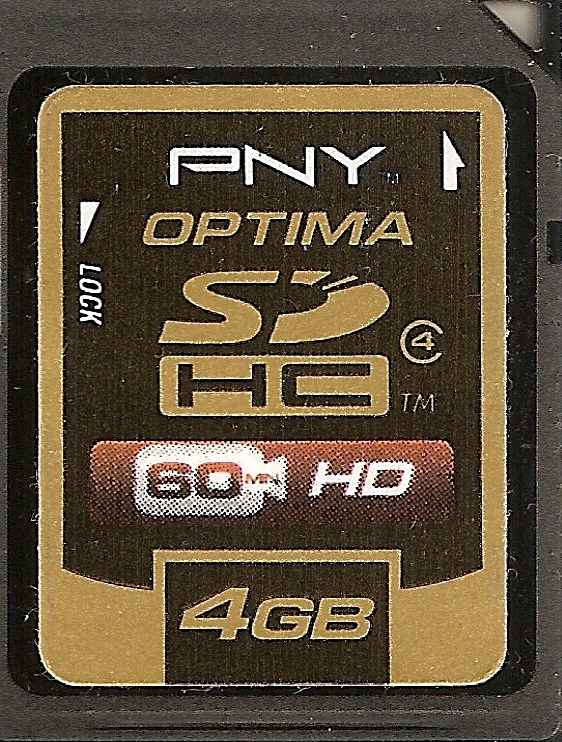
SDHCメモリカード「OPTIMA」
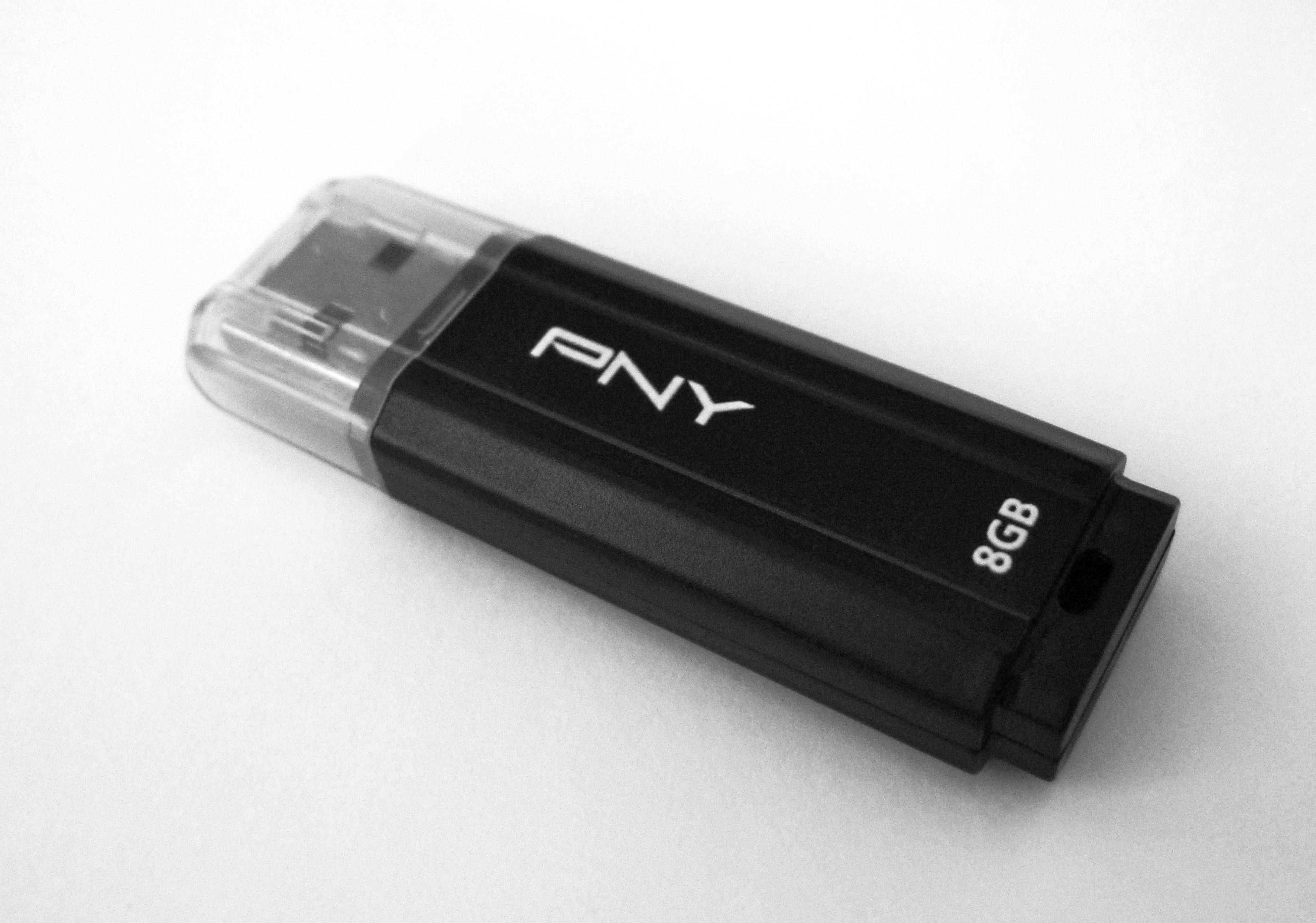
PNYブランドのUSBフラッシュドライブ
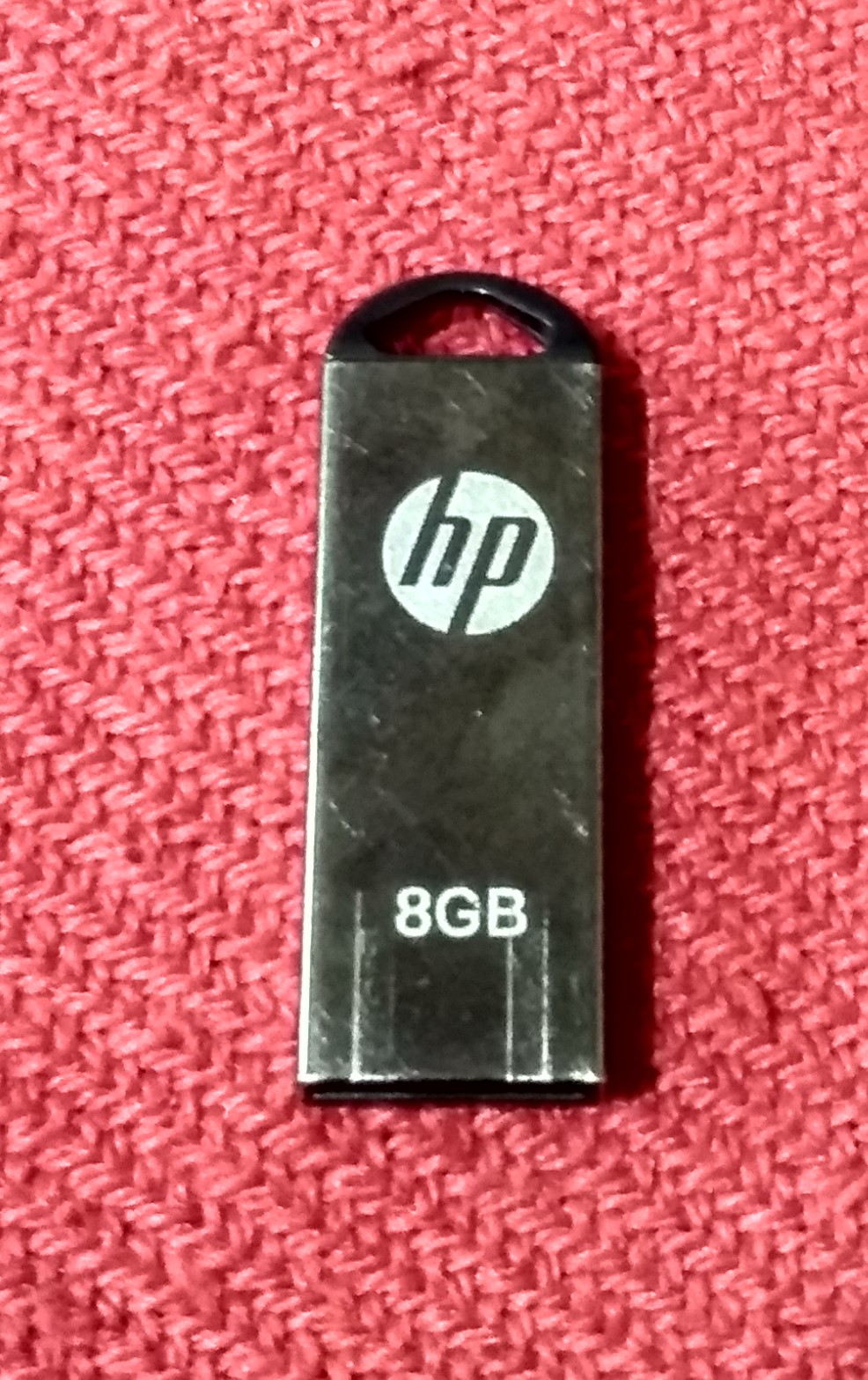
HPブランドのUSBフラッシュドライブ「Pen Drive」

## 事業所
公式ウェブサイトによる。
- グローバル本社 - アメリカ合衆国ニュージャージー州パーシッパニー
  - 100 Jefferson Road Parsippany, NJ 07054
- アジア本部 - 台湾新竹県竹北市
  - 10F-2, No. 1, Taiyuan 1st Street, Zhubei City, Hsinchu County 302, Taiwan R.O.C.
- ヨーロッパ本部 - フランス共和国ヌーヴェル＝アキテーヌ地域圏ジロンド県メリニャック
  - Zac du Phare, 9 rue Joseph Cugnot - BP 40181, 33708 Mérignac Cedex